# Reformy liturgiczne Piusa XII
Reformy liturgiczne Piusa XII kontynuują proces zapoczątkowany przez św. Piusa X, który rozpoczął reformę mającą na celu zachęcenie wiernych do większego uczestnictwa w liturgii. Pius XII zredefiniował liturgię w świetle swojej encykliki Mystici Corporis Christi. Nauczanie liturgiczne zawarte jest przede wszystkim w encyklice Mediator Dei z roku 1947. Chociaż Pius XII krytykował pęd ku nowościom niektórych przedstawicieli ruchu liturgicznego, reformy, które rozpoczął, miały bardzo szeroki wpływ na liturgię.

## Msze wieczorne
W ostatnich wiekach Kościół celebrował mszę do południa. Po południu celebrował w wigilie świąt, po nonie, a przed nieszporami, czyli między piętnastą a osiemnastą. Z powodu ogromnych ruchów ludności w czasie II wojny światowej, tymczasowo zezwolono na celebracje wieczorne. Msze te okazały się dość popularne. Pius XII zezwolił także na odprawianie mszy niedzielnych w sobotę wieczorem.

## Post eucharystyczny
Aby umożliwić wiernym przyjmowanie Komunii po wprowadzeniu mszy wieczornych, Pius XII zadekretował kilka zmian w regulacjach dotyczących postu eucharystycznego. Przed rokiem 1953 wymagano powstrzymania się od pokarmu od północy. Wymaganie to zostało zniesione konstytucją apostolską Christus Dominus, wydanej w 1953. Cztery lata później w motu proprio Sacram Communionem zredukowano dalej wymagania dotyczące postu.

## Języki narodowe w liturgii
Łącząc tradycję z nowością reformy liturgii przeprowadzone przez Piusa XII umożliwiły przygotowanie dalej posuniętych reform, które nastąpiły po II soborze watykańskim (1962–1965), chociaż nie jest jasne, jak daleko w zamyśle papieża Pacellego miały one sięgać. Jednym z celów nauczania liturgicznego Piusa XII było przywrócenie sacrum i czci w kościołach. Kwestia użycia języków narodowych w liturgii, którą ostrożnie popierał Pius XII, była bardzo gorąco dyskutowana w tym czasie. Papież zezwolił na szersze używanie języków narodowych, szczególnie w krajach misyjnych. Mimo potwierdzenia prymatu łaciny w Kościele Zachodnim (cf. Mediator Dei, par. 60), papież zezwolił na użycie języków narodowych przy udzielaniu sakramentów i liturgii z wyłączeniem mszy. Wszystkie zezwolenia na używanie języków narodowych były zarezerwowane dla Stolicy Apostolskiej i Pius XII mocno potępiał samowolne wprowadzanie języków narodowych. W roku 1948 papież powołał Papieską Komisję do spraw Reformy Liturgicznej. Sekretarzem tej komisji został ks. Annibale Bugnini.

## Nowe propria mszalne i inne rozporządzenia
Kontynuując prace poprzedników Pius XII wprowadził nowe święta z własnymi propriami (częściami zmiennymi):
- Po ogłoszeniu dogmatu o Wniewbowzięciu NMP w 1950 r. zmieniono formularz mszy (msza Signum magnum) z 15 sierpnia[7].
- Wprowadzono święto Niepokalanego Serca NMP (ryt zdwojony drugiej klasy) na 22 sierpnia (oktawa Wniebowzięcia)[8].
- Wprowadzono święto NMP Królowej na 31 maja.
- Przeniesiono i ustalono święto św. Józefa Rzemieślnika na 1 maja (z trzeciej środy po Wielkanocy).
- Wprowadzono formularz wspólnej mszy o świętych papieżach (dotychczas korzystano z formularza o świętych biskupach).

Święta Kongregacja Rytów miała jurysdykcję nad ceremoniami w Kościele łacińskim. Wydała ona dekret, że Najświętszy Sakrament ma być umieszczony w głównym ołtarzu w centrum kościoła. Sztuka sakralna ma oddawać i zachowywać sacrum, należy się wystrzegać kiczu. Od 1942 dopuszczalny był ślub bez mszy. W pewnych sytuacjach prezbiterzy mogą udzielać sakramentu bierzmowania.

## Wigilia Paschalna
W 1951 r. tymczasowo ad experimentum papież Pius XII wprowadził Wigilię Paschalną dokumentem De Solemni Vigilia Paschali Instauranda. W czasach antycznych katechumeni byli chrzczeni w nocy przed niedzielą wielkanocną. W niedzielę zaś sprawowana była msza św. wielkanocna. W czasach późniejszych msze, także wigilijne, odprawiane były tylko rano. Dotyczyło to także mszy wielkosobotniej, która już od XII wieku była odprawiana rano. Poprzedzało ją nabożeństwo wielkosobotnie, w czasie którego błogosławiona była świeca paschalna, źródło chrzcielne, udzielano chrztu. Reforma Piusa XII przesunęła ceremonie na wieczór i wprowadziła głęboko zreorganizowaną liturgię Wigilii Paschalnej. Zmiany te zostały przyjęte dość ciepło, choć pojawiały się także głosy krytyczne, jak kardynała Giuseppe Siriego z Genui, czy kardynała Spellmana z Nowego Jorku. Nowa forma wigilii zredukowała liczbę czytań prorockich z 12 do 4, zmieniono także obrzęd błogosławieństwa paschału. Po reformie diakon wnosi do kościoła zapalony paschał, podczas gdy do tego czasu wnosił jedynie trzy zapalone świece (trianguł, łac. arundo, dosłownie „trzcina”), od których zapalano paschał znajdujący się w kościele. Paschał nie był też jak dawniej błogosławiony w czasie śpiewu Exsultet – choć tekst śpiewu mówi o błogosławieństwie paschału. Obrzęd odnowy przyrzeczeń chrzcielnych po raz pierwszy oficjalnie wprowadzał do liturgii języki narodowe.

## Reformy liturgiczne roku 1955

### Nowy ryt Wielkiego Tygodnia
Najbardziej znaczącą reformą Piusa XII było promulgowanie nowego rytu Wielkiego Tygodnia. W 1955 r. cztery lata po wprowadzeniu ad experimentum Wigilii Paschalnej, Pius XII promulgował nowe ceremonie Wielkiego Tygodnia (od Niedzieli Palmowej do mszy Wigilii Paschalnej) dekretem Maxima Redemptionis (19 listopada 1955).

### Reforma rubryk i kalendarza
Konstytucja Cum hac nostra aetate (z 23 III 1955) zreformowała rubryki mszału i brewiarza.
- Reforma kalendarza polegała przede wszystkim na usunięciu większości oktaw (z 18 pozostały tylko 3: oktawa Bożego Narodzenia, oktawa Wielkanocy i oktawa Zesłania Ducha Świętego).
- Usunięto blisko połowę wigilii (w tym wigilię Objawienia Pańskiego).
- Poza kilkoma wyjątkami zniesiono zwyczaj rozpoczynania obchodu święta pierwszymi nieszporami. Święta te mają od czasów reformy tylko jedne nieszpory (zwane dawniej drugimi). Spowodowane to było chęcią uniknięcia zbiegnięcia się II nieszporów z I nieszporami święta obchodzonego następnego dnia. Reforma zniosła także zwyczaj odmawiania nieszporów przed południem w czasie Wielkiego Postu.
- Zniesiono własną ostatnią Ewangelię, z wyjątkiem mszy w Niedzielę Palmową, której nie poprzedza święcenie palm (wtedy jako ostatnia Ewangelia jest odczytywana Ewangelia z obrzędu święcenia palm), oraz trzeciej mszy w święto Bożego Narodzenia.
- Zmieniono hierarchię dni liturgicznych. Zniesiono mianowicie rangę semiduplex pozostawiając duplex i simplex. Niedziele semiduplex stały się duplex, a pozostałe dni semiduplex zostały zredukowane do simplex. Podniesiono tym samym rangę niedzieli.
- Zniesiono część modlitw brewiarzowych.

W książce The Simplification of the Rubrics, objaśniającej zmiany, abp Annibale Bugnini stwierdził, że dekret wprowadzający zmiany jest przede wszystkim mostem pomiędzy starym a nowym i wskazuje kierunek odnowy liturgicznej.